# Rupen Zartarian

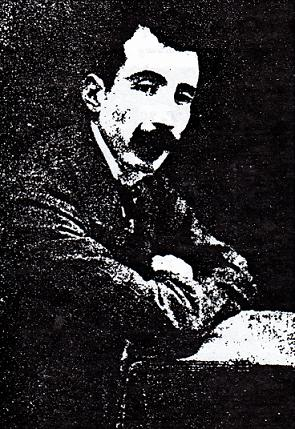
Rupen Zartarian

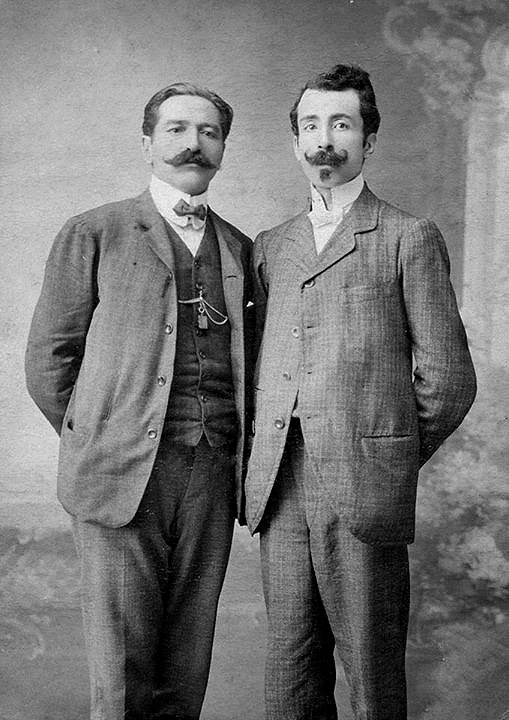
Andranik Ozanian und Rupen Zartarian

Rupen Zartarian oder Roupen Zartarian (armenisch Ռուբէն Զարդարեան, * 1874 in Diyarbakır, Osmanisches Reich; † 16. August 1915 ebenda) war ein osmanisch-armenischer Schriftsteller, Dichter, Lehrer, Übersetzer und politischer Aktivist. Er gilt als eines der prominentesten Opfer des Völkermords an den Armeniern.

## Leben
Zartarian wurde 1874 in der osmanischen Stadt Diyarbakır geboren, zog allerdings mit zwei Jahren nach Harput, wo er auch ausgebildet wurde.
Zartarian wurde ein Schüler von Tlgadintsi (Hovhannes Harutiunian), der auch eine führende Figur in der ländlichen armenischen Literatur war und später ebenfalls von den türkischen Behörden getötet wurde. Im Alter von 18 Jahren begann er zu lehren und arbeitete das folgende Jahrzehnt im Bildungswesen, zunächst in Tlgandintsis Einrichtung. Danach verbrachte er drei Jahre in französischen Religionsinstituten.
1903 wurde er von der türkischen Regierung festgenommen und wegen seiner politischen Aktivität zum Verlassen des Landes gezwungen. Er ließ sich 1906 in Bulgarien nieder und gründete eine Zeitung namens Razmig (Ռազմիկ). Darin forderte er die Armenier, die außerhalb ihres Heimatlandes lebten, auf, nach einem autonomen Armenien zu streben. Nach der Jungtürkischen Revolution 1908 kehrte er mit zahlreichen anderen armenischen Intellektuellen nach Konstantinopel zurück. Ein Jahr später arbeitete er für die Zeitung Azadamard (Ազատամարտ), während er am Zentralkollegium (Կեդրոնական Վարժարան) lehrte.
Während des Völkermords an den Armeniern wurde Zartarian nach Ayaş entführt und am 5. Mai inhaftiert. Später wurde er von einer Militäreskorte nach Diyarbakır verschleppt, um vor einem Kriegsgericht zu erscheinen, und wurde von Çerkez Ahmet und den Oberleutnants Halil und Nazım bei der Ortschaft Karacaören kurz vor seiner Ankunft getötet.